# She's Too Young
 She's Too Young és una pel·lícula estatunidenca dirigida per Tom Mcloughlin el 2004.

## Argument
Hannah, Dawn i Becca tenen 14 anys; dels tres, només Hannah no ha tingut cap cita galant ni relació sexual. Quan Nick Hartman, el noi més popular de l'institut, li proposa sortir amb ella, Hannah queda encisada i aconsegueix convèncer els seus pares perquè confiïn en ell. Trish, la seva mare, vacil·la a deixar-la sortir però Bill, el seu pare, fa prova d'una gran confiança envers la seva noia.

## Repartiment
- B J Crosby: Tess Gensler
- Lise Cormier: Amanda
- Marcia Gay Harden: Trish Vogul
- Alexis Dziena: Hannah Vogul
- Mike Erwin: Nick Hartman
- Dawn Gensler: Miriam McDonald
- Miriam McDonald: Dawn Gensler
- Gary Hudson: Bill Vogul
- Deborah Odell: Ginnie Gensler
- Rhonda McLean: Kathleen White
- Joe Dinicol: Tommy
- Karen Glave: Lauren James
- John White: Brad
- David Christoffel: Tom White